# Healy Designs

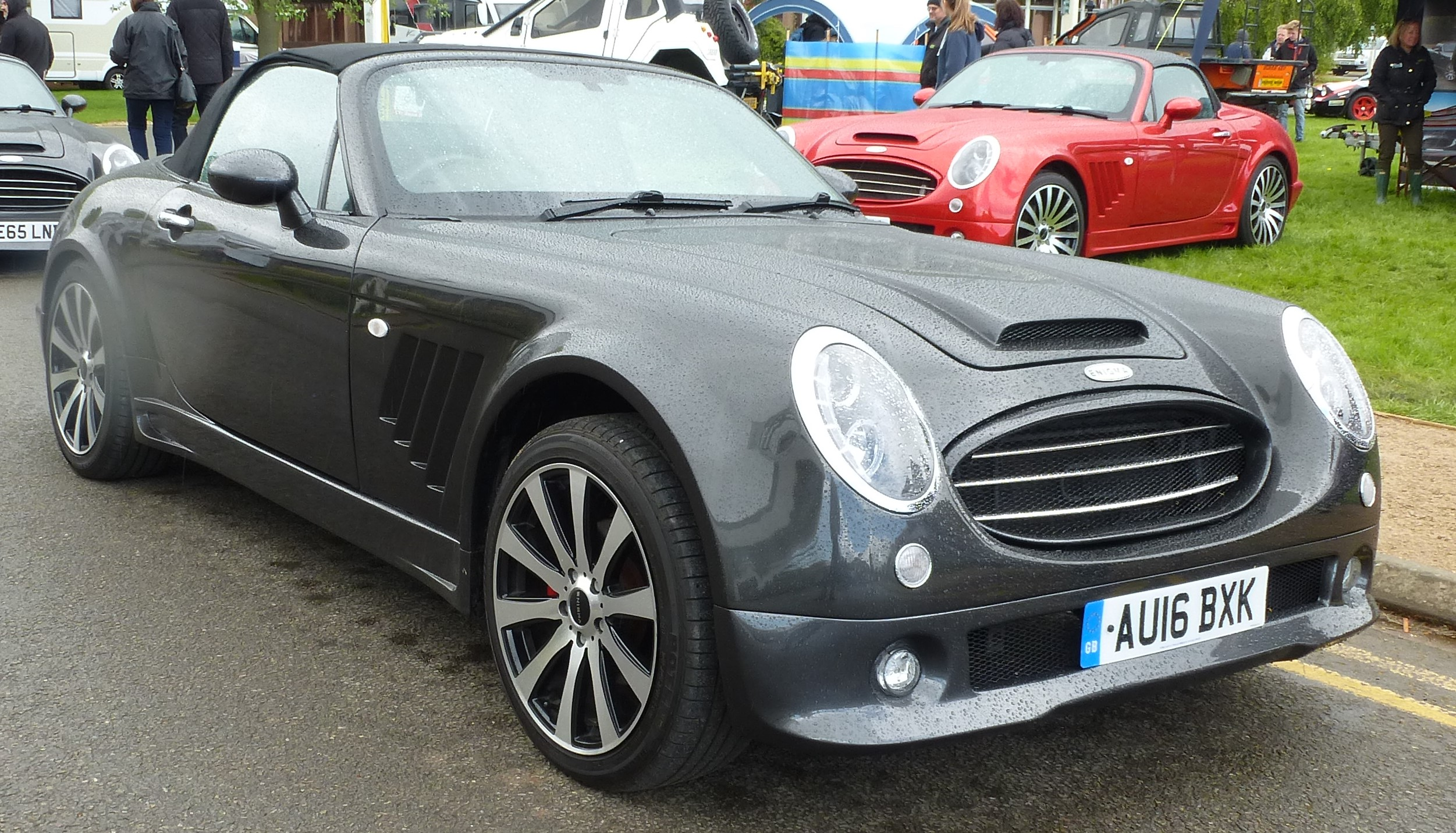
Healy Enigma

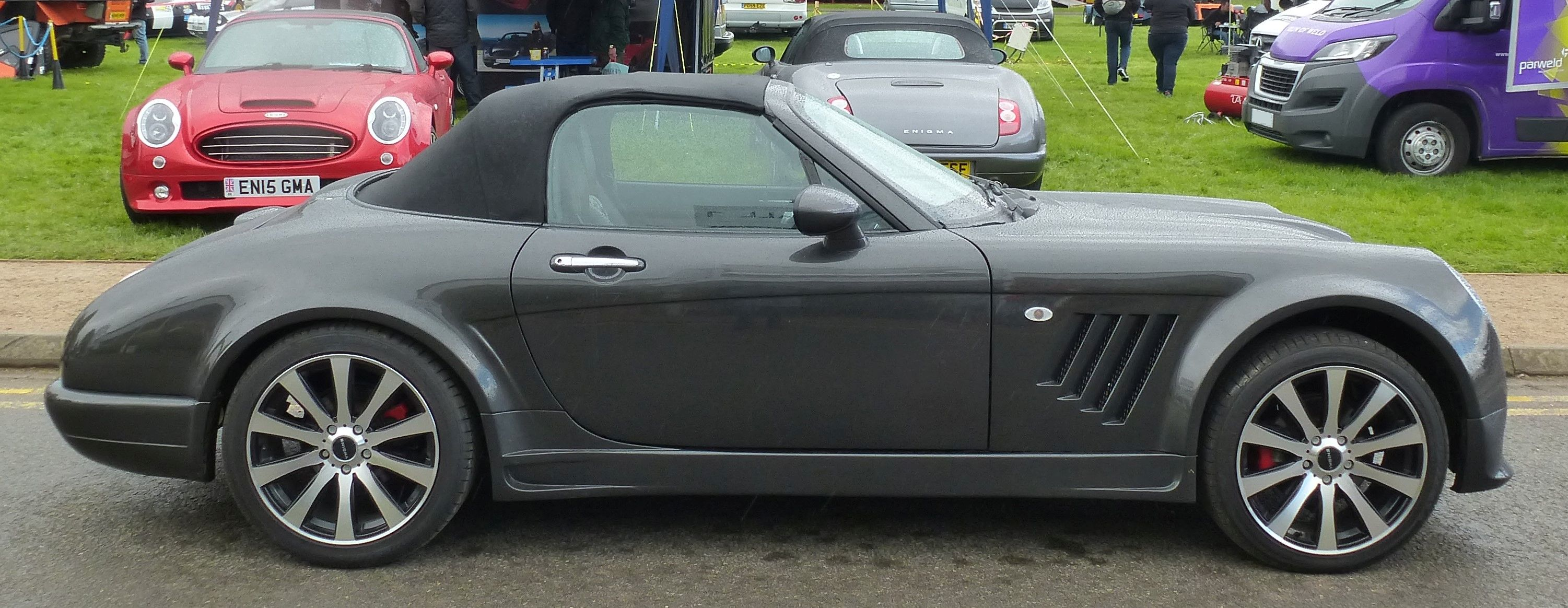
Seitenansicht

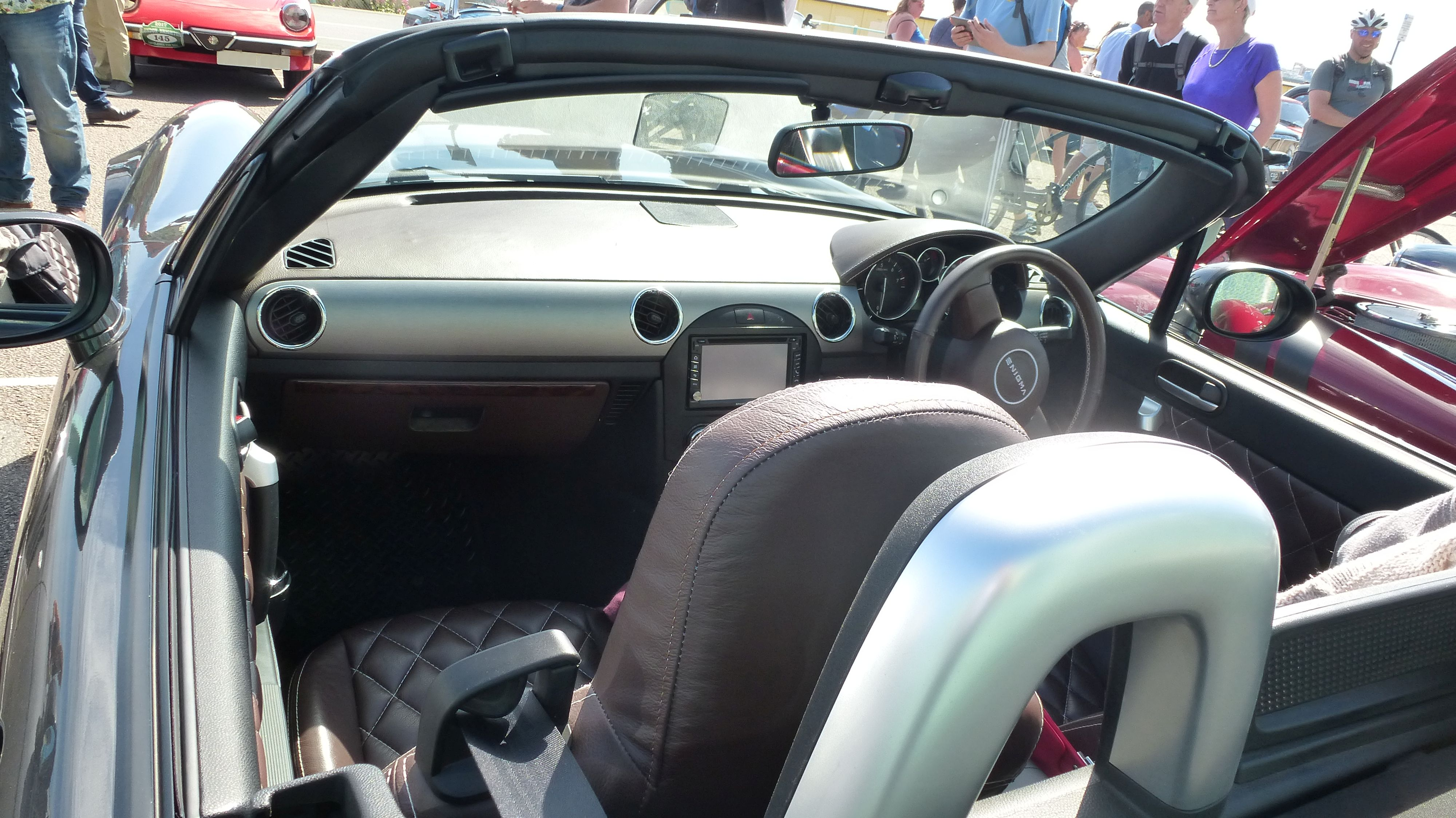
Interieur

Healy Designs Limited, vorher Lamberti UK Sales & Marketing Division Limited, ist ein britischer Hersteller von Automobilen.

## Unternehmensgeschichte
Martin Williamson und Michael Stephen Snell gründeten am 17. Februar 2004 das Unternehmen Lamberti UK Sales & Marketing Division Limited in Plymouth in der Grafschaft Devon. Sie begannen mit der Produktion von Automobilen. Der Markenname lautet Healy. Am 27. Oktober 2014 erfolgte die Umfirmierung in Healy Designs Limited. Seit 4. August 2016 befindet sich der Unternehmenssitz in Godmanchester in der Grafschaft Cambridgeshire.
Unklar ist die Verbindung zu zwei weiteren Unternehmen. Lamberti Classic Cars Limited existierte vom 23. Juli 1997 bis zum 4. Dezember 2004 in Bedford. Direktoren waren Peter und Emma Lamberti. Martyn Williamson hat zwischen 2005 und 2006 mit Lamberti Classic Cars einen Prototyp hergestellt.

## Fahrzeuge
Das einzige Modell Enigma hat eine Ähnlichkeit mit dem Austin-Healey. Es basiert auf dem Mazda MX-5. Zur Wahl stehen ein Motor von Mazda mit 2000 cm³ Hubraum und ein V8-Motor von Lexus mit 4000 cm³ Hubraum.